# Sacha Lakic
Sacha Lakic est un créateur - designer français né en 1964 à Belgrade en Serbie. Il vient vivre en France à l'âge de trois ans.
Il exerce dans divers domaines : design industriel, design automobile, mobilier contemporain, architecture, architecture d’intérieur, mobilier urbain. Il est connu pour ses créations inspirées du mouvement et de la vitesse, ainsi que pour sa passion pour les dernières technologies.
Depuis 1994, Sacha Lakic est à la tête de l’agence de design Sacha Lakic Design, qui fût basée à Paris jusqu’en 2010, pour ensuite être installée au Luxembourg. Le créateur français a également créé son entreprise de custom de motos et de voitures haut de gamme, Blacktrack Motors, en 2017 au Luxembourg.
En janvier 2022, le designer a lancé une marque de mobilier design pour chats et petits chiens.
Créée en collaboration avec une éleveuse professionnelle basée à Paris, Valérie Mounier, la marque propose des arbres à chat, des lits pour chat ainsi que des griffoirs fabriqués par des artisans français et italiens.
Le créateur est en collaboration depuis plus de vingt ans avec la marque de mobilier contemporain Roche Bobois, pour qui il a réalisé de nombreuses collections. Ses créations sont devenues des classiques de la marque, notamment le Bubble sofa,, qui a reçu le Gold Award au Luxembourg Design Awards dans la catégorie Product Design, en 2015.
L’un des principaux collaborateurs de Sacha Lakic est également Venturi, avec qui il a commencé à travailler en 2001, l’année de rachat de la marque par le monégasque Gildo Pallanca Pastor. Responsable du style depuis de nombreuses années, Sacha Lakic a été plusieurs fois récompensé pour ses créations.

## Biographie

### Carrière
En 1994, Sacha Lakic s’installe comme designer freelance à Paris.
En 1996, il est chargé du design de la première moto du fabricant de motos français Voxan : la Roadster 1000. S'ensuit la création de la Black Magic, un café racer dont la ligne renoue avec les motos mythiques des années 1950 et 60, puis celle de la Charade Racing.
La même année, Sacha Lakic débute l’une des collaborations qui aura le plus marquée sa carrière, puisqu’il réalise son premier design pour la marque de mobilier haut de gamme Roche Bobois. Il est aujourd’hui l’un des designers récurrents de Roche Bobois, pour qui il a créé de nombreuses collections de 1996 à aujourd’hui telles que les collections Speed Up (2005), Dyna(2007), ou Eden Rock (2018). Nombreux de ses designs sont devenus des classiques chez Roche Bobois, notamment le Bubble Sofa, les canapés Scénarios ou encore les fauteuils Edito.
En 2000, la marque automobile Venturi est rachetée par Gildo Pallanca Pastor, homme d’affaires et entrepreneur monégasque. Il est l’un des premiers à avoir investi le marché des voitures électriques avec la Venturi Fétish, dont le design est confié à Sacha Lakic.
À la suite de cela, Sacha Lakic est nommé responsable du style de Venturi et réalise de nombreux projets, tels que :
- Venturi Eclectic, qui a reçu le prix de l'Environnement de la catégorie transport du magazine Geo[22] en 2009 ;
- Eclectic Concept, élue meilleure innovation de l'année après l'iPhone par le Time en 2007[23] ;
- Venturi Volage, qui a reçu le prix Best Design, Best acceleration et Lowest CO2[24] du Michelin Challenge Bibendum.

En 2010, Gildo Pallanca Pastor rachète Voxan, la marque de motos française. Il nomme à nouveau Sacha Lakic comme Responsable du style mais cette fois-ci pour Voxan. Sacha Lakic est alors chargé du premier modèle de la marque depuis son rachat : la Voxan Wattman Concept. Le modèle Wattman a d’ailleurs connu un développement important en 2020, tant sur le design que sur sa technologie, puisque que le modèle a été entièrement revisité dans le but de battre le record de vitesse mondial au Salar d'Uyuni, en juillet 2021.
Toujours en 2010, l’agence de design Sacha Lakic Design déménage au Luxembourg.
En 2016, Sacha Lakic décide de revenir à ses sources d’inspiration principales : le mouvement et la vitesse, en créant sa propre marque de custom de motos et voitures : Blacktrack Motors. Ces modèles sortent en série limitée et sont vendues à travers le monde.
La marque compte à ce jour trois modèles de café racer, qui est un type de moto custom. Le premier modèle, la BT01, est un café racer créé sur la base d’une Honda CX500. Consécutivement et pour fêter son premier anniversaire, la marque créée la BT01 Carbon, un modèle unique de café racer reprenant les caractéristiques du modèle original mais revêtant un look plus sombre, inspiré des couleurs de la marque (noir et rouge). La BT02, faite à partir du modèle Triumph Thruxton R, est révélée l’année suivante. Enfin, la BT03, sortie en 2019, est un café racer customisé à partir d’une Harley-Davidson XLCR.
En 2022, le designer sort sa propre ligne de mobilier pour chats et chiens : Bogarel, en collaboration avec l'éleveuse de British Shorthair Valérie Mounier. La marque a dévoilé sa première collection : Planetarium. Inspirée par les courbes célestes des planètes, les produits sont faits de façon artisanale en France et en Italie.
Sacha Lakic a également réalisé plusieurs designs de mobiliers urbains, notamment pour Stayconcrete (fabricant de meubles en béton) dont le ICHI Bench (2020), le Ginko Bikestand-bench ou encore le Lounger Mint.

## Prix
- Las Vegas, États-Unis - CES 2019 – Award for best design in Audio Speakers Category – Pour le design de OW1 Portable Speaker, OW1 Audio[39]
- Luxembourg, Luxembourg, 2015 – Luxembourg Design Awards – Gold award in Product Category – Pour le design de Bubble sofa, Roche Bobois[7]
- Berlin, Allemagne, 2011 – Michelin Challenge Bibendum – Prix Best design, Best acceleration, Lowest CO2 – Pour le design de Venturi Volage[24]
- Paris, France, 2009 – Geo – Prix de l’environnement catégorie transport – Pour le produit Venturi Eclectic[40]
- Paris, France, 2009 – Festival de l'Automobile de Paris – Prix Spécial du jury – Pour le design de Venturi Volage[41]
- États-Unis, 2007 – Time – Eclectic Concept élue meilleure innovation de l'année après l'iPhone[23]

## Œuvres

### Architecture intérieure
- Brasserie de Monaco (2009)
- Showroom Venturi / Monaco (2020)[42]

### Consumer Goods / Hi-tech / Mode
- Propaganda / Bière (2004)
- OWI Audio / OW1, Haut-parleur / (2017)[43]
- Fauchon / Meuble bar hôtel[44] / (2018)
- Wyscral / Vélo électrique[45] (2019)

### Voitures
- Venturi Fétish Concept / Voiture de sport électrique (2002)[46]
- Venturi Astrolab / Concept / Voiture électro-solaire (2006)[47]
- Venturi Eclectic Concept / Voiture électro-solaire (2006)[48]
- Venturi Volage / Voiture de sport électrique (2008)
- Venturi Antartica, Voiture d'expédition électrique (2010)[49]
- Venturi America / Voiture de sport électrique (2011)

### Motos
- Yamaha Axis / Moto (1986)
- MBK Black Cristal / Concept / Scooter (1993)
- Bimota Mantra / Moto (1995)
- Voxan Roadster 1000 / Moto (1997)
- Voxan Black Magic / Moto (2004)
- Voxan Wattman / Moto électrique (2013)[50]
- Blacktrack BT-01 / Moto (2016)
- Blacktrack BT-02 / Moto (2017)
- Blacktrack BT-03 / Moto (2019)

### Mobilier
- Onda / Collection / Roche Bobois (1995)
- Speed Up / collection / Roche Bobois (2005)[51]
- Brio collection / Roche Bobois (2010)[52]
- Scénario / Canapé / Roche Bobois (2013)[53]
- Bubble / Canapé / Roche Bobois (2014)[54]
- Lift / Buffet bar / Roche Bobois (2018)[55]
- Eden Rock / Collection / Roche Bobois (2019)[56]
- CEO et RDV / Fauteuil / Roche Bobois (2019)
- Collection Planetarium / Bogarel[57]